# Башкирське шежере

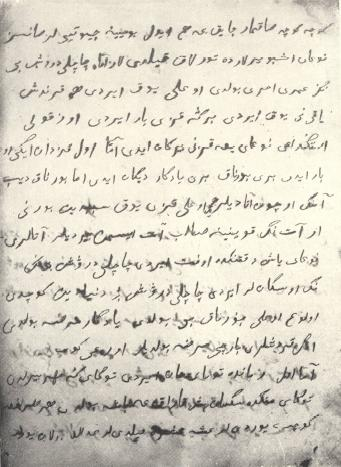
Шежере роду Юрмати. Складено в XVI ст. Є цінним історичним документом.

Шежере́ (башк. шәжәрә від араб. شجرة — дослівно дерево) — башкирский родовід, генеалогічний запис племен і родів у башкир, а також у інших тюркських народів. Шежере являє собою генеалогічне дерево, куди вносились імена родоначальників по чоловічій лінії, крім цього включались дані про історичні події, найважливіші факти життя родів та племен. Найдавніші шежере датуються часами булгарського періоду, тобто вік окремих з них складає більше тисячі років.

## Опис

### Етимологія слова
У виді синонімів слова «шежере» в башкирській писемності часто виступали такі слова, як «насабнаме», «насапхат», «сілсіля» і «тайра». Після прийняття ісламу генеалогічні записи у башкирів стали називатися арабським словом «шежере», що дослівно перекладається як «дерево», в смисловому перекладі — «родовід». Відомий етнограф Раїль Кузеєв, що став одним з перших дослідників башкирських шежере, переклав це визначення як «генеалогічний літопис». Кузеєв особливо акцентував увагу на тому, що шежере є саме літописом, а не просто родоводом, так як воно містить не лише імена представників роду і роки їх життя, але й важливі історичні відомості.

### Види шежере
За зовнішніми ознаками башкирські шежере поділяються на два основних види: номінальні (прості) та нарративні (складні). Перший вид являє собою список голів роду, розташованих в хронологічній послідовності та виходячи з одного спільного кореня. Зовнішньо він нагадує дерево з численними гілками. Інший вид також має розгалужений ланцюг імен, але в ньому, на відміну від першого виду, містяться ще й тексти. Слід підкреслити, що частіше зустрічаються саме номінальні.

### Важливість для башкирського народу
Башкирські родоводи складались багатьма поколіннями протягом століть, не раз переписувались, знання про них передавались дітям та внукам. Найточніше і найдетальніше знали родовід аксакали роду. Знання родових шежере вважалось обов'язковим до 7 коліна. Так, наприклад, башкирський просвітитель-демократ XIX ст. М. Уметбаєв в своїй роботі «Башкири» відзначав, що для башкира-вотчиника було важливим знати три речі:

1. Своє власне походження;
2. Поіменне знання і пояснення зірок;
3. Знання переказів та легенд про великих ханів.

В цілях збереження в пам'яті родоплеменної генеалогії та найважливіших історичних фактів башкири писали про своє минуле переважно у віршованому, зарифмованому виді, так як родовід у формі вірша легше вивчати і з меншими викривленнями передавався з покоління в покоління. Складання і знання шежере є особливо шанованою традицією серед башкирів. Втратити шежере роду вважалось великою ганьбою.

## Історичне значення
Шежере деякою мірою має характер історичного документу, своєрідної письмової пам'ятки: в них поряд з історичними відомостями є дані про побут, звичаї народу, юридичні та морально-етичні норми, сюжети творів народної творчості, літературні фрагменти. Окремі шежере охоплюють доволі великий історичний період в декілька століть і більше. З досліджень шежере можна почерпнути факти про суспільний устрій того часу (класовість, багатогранність), інформацію про міжплеменні відношення, деяких давніх подій. Проте, варто зазначити, що серед особливостей шежере є поєднання документальності з вимислом. Ця характерна риса шежере приводить до того, що деякі з них відкидаються істориками як цінні історичні джерела.

## У наш час

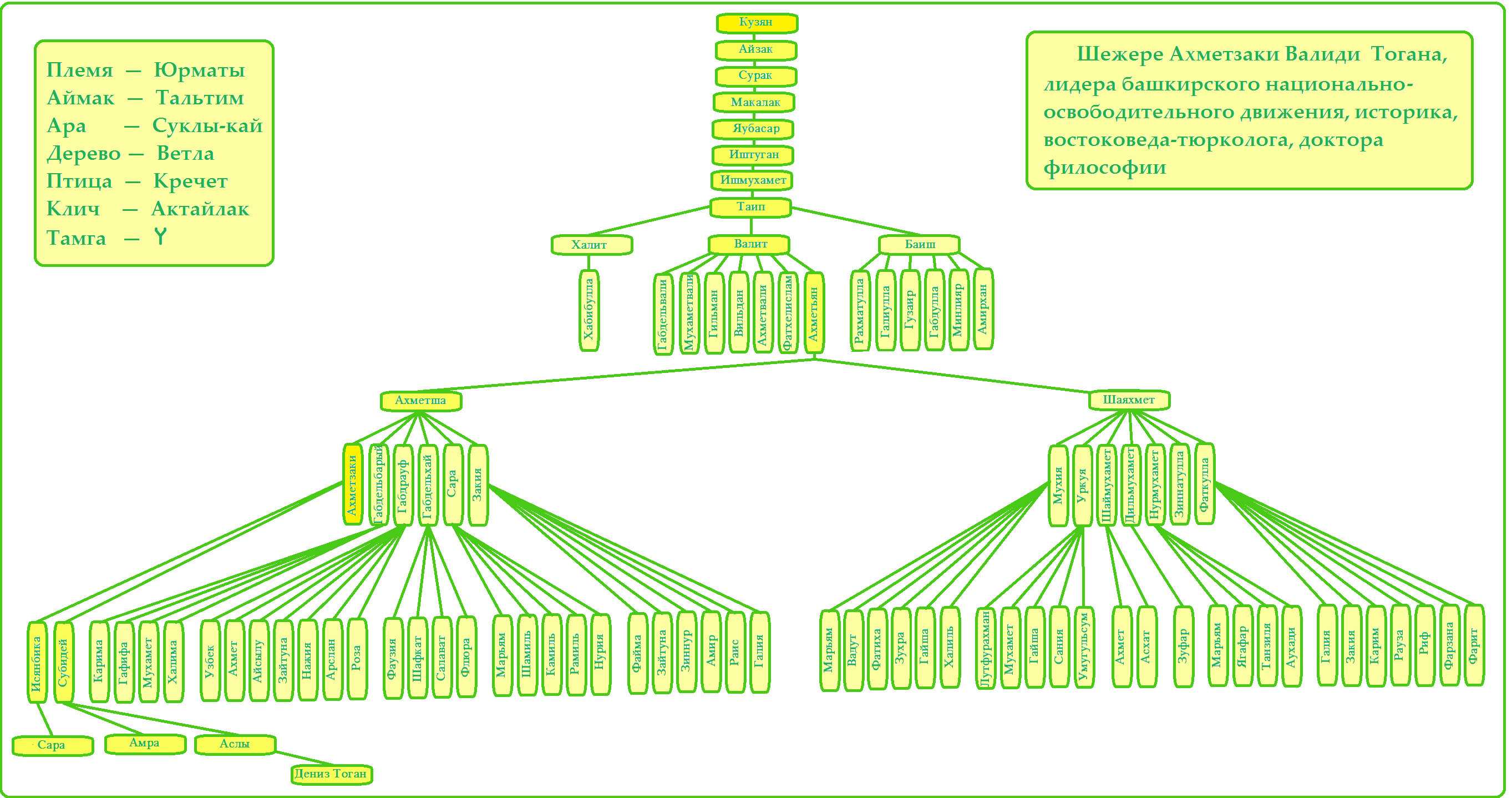
Шежере Ахмет-Закі Валіді

Як і будь-яка інша історична пам'ятка, шежере випробовували на собі пагубний вплив історії. Особливо тяжкі випробування башкирським родоводам припали в перші десятиліття радянської влади. За розповідями старожилів, в тридцяті роки арабографічні рукописи і стародруковані книги сотнями і тисячами вивозились із сіл та спалювались. Деякі встигали закопувати духовне надбання предків глибоко в землю або опускати на дно річок та озер. Таким чином, разом з старовинними рукописами та друкованими книгами знищені сотні давніх родовідних записів. Тим не менш, завдяки випадковостям, до наших днів дійшли близько 150-и башкирських шежере. В наш час вони зберігаються в архівах та бібліотечних фондах Уфи, Оренбурга, Казані, Санкт-Петербурга та Москви, а також в приватних колекціях.
В наш час серед башкирів спостерігається тенденція до збільшення інтересу до свого історичного коріння. В Башкортостані щорічно відзначається свято «Шежере-байрам» («байрам» в перекладі з башк. значить свято). В ході свята старше покоління розповідає молодшому про свій родовід, згадуючи про відомих постатей та знакових подіях в історії роду. Крім вищезазначеного, існують сайти, що збирають шежере в єдину базу даних. Подібна структура може слугувати для пошуку родичів чи інформації про своїх пращурів.